# پرونلا اسکیلز
پرونلا اسکالز (به انگلیسی: Prunella Scales) (زاده ۲۲ ژوئن ۱۹۳۲) بازیگر انگلیسی است.
از فیلم‌های معروف او می‌توان به بازی در فیلم برژراک، گرگ، اما، گروه کر عدم تأیید، بانوی شرور و یک ماجراجویی کاملاً بزرگ اشاره کرد.